# Palpada clarissima
Palpada clarissima är en tvåvingeart som först beskrevs av Giglio-tos 1892.  Palpada clarissima ingår i släktet Palpada och familjen blomflugor. Inga underarter finns listade i Catalogue of Life.